# 潼关之战 (1644年)
潼关之战，大顺永昌元年（清世祖顺治元年，1644年）12月，清朝定国大将军多铎率领清军与李自成麾下的大顺军在潼关进行的决定性战役。
1644年5月，李自成率大顺军撤出北京，经山西退守西安，在潼关设重兵防守，阻止清军西进，确保西安。10月，清朝迁都北京后，10月19日，命阿济格为靖远大将军，和吴三桂、尚可喜等降清汉将，率3万兵马从北路入陕，途中尽调宣府镇、大同镇两镇明军降兵，兵力达8万人，先攻陕北，南下西安，灭大顺。10月25日，命豫亲王多铎为定国大将军，同降将孔有德、耿仲明等率兵2万南下，收取江南。
大顺军2万人在10月12日，从山西垣曲东下河南怀庆府，连续攻克济源、孟县，进攻怀庆府城沁阳。清朝摄政王多尔衮听说後，立即改变进军南京的计划，派多铎先救怀庆，再攻取潼关，同阿济格夹攻西安。多铎率领清军抵达怀庆后，大顺军不敌清军攻势，主动撤退。
12月，多铎率军从孟津渡过黄河，连破洛阳、灵宝等地，12月22日，进抵潼关20里外扎营，等候后续部队携带紅衣大炮，李自成获知清军将攻陕北的消息后，于是陆续把军队北调，直到多铎率领清军抵达潼关时，才发现已经陷入被南北夹击的困境。李自成于是临时决定，亲率大军增援潼关。12月29日，两军开始作战，大顺军在关前据山列阵，清军前锋统领努山、鄂硕等在侧后包抄，护军统领图赖率骑兵100余人从正面进攻，经过激战，大顺军失利。
1645年1月4日，大顺军将领刘芳亮领兵1000余人，偷袭清营，被清军击败。李自成亲率马步兵拒战，又被清军击败。1月5日、1月6日夜间，大顺军连袭清营，都遭到失败。1月9日，清军的红衣大炮抵达，逼近潼关口。大顺军立坚壁堵截清军。1月11日，清军先集中红衣大炮发动了猛烈轰击，然后大举进攻，相继攻入大顺军阵。大顺军顽强奋战，以300名骑兵反击，又分兵迂回到清军阵后攻击，还是战败。这时，北路清军由阿济格率领，已由山西保德州渡过黄河，进入陕北，围榆林，占领米脂，主力推进西安。李自成面临两路夹攻，被迫撤回西安府。1月12日，清朝护军统领尼堪等领兵占潼关，大顺潼关守将马世尧率所部7,000人降清。